# Страсний тиждень (фільм, 2015)
«Страсний тиждень» (ісп. Semana Santa) — мексиканський драматичний фільм, знятий дебютантом Алехандрою Маркес Абеллою. Світова прем'єра відбулась 11 вересня 2015 року в секції «Відкриття» міжнародного кінофестивалю в Торонто. Фільм розповідає про вдову Далі та її сина, котрі вирушають на відпочинок біля моря з її новим бойфрендом.

## У ролях
- Анахосе Альдрете — Далі
- Теноч Хуерта — Чавес
- Естебан Авіла — Пепе

## Визнання
| Нагороди та номінації фільму «Страсний тиждень» | Нагороди та номінації фільму «Страсний тиждень» | Нагороди та номінації фільму «Страсний тиждень» | Нагороди та номінації фільму «Страсний тиждень» | Нагороди та номінації фільму «Страсний тиждень» | Нагороди та номінації фільму «Страсний тиждень» |
| Рік                                             | Кінопремія / Кінофестиваль                      | Категорія / Нагорода                            | Номінант                                        | Результат                                       |                                                 |
| ----------------------------------------------- | ----------------------------------------------- | ----------------------------------------------- | ----------------------------------------------- | ----------------------------------------------- | ----------------------------------------------- |
| 2015                                            | Лос-Кабоський міжнародний кінофестиваль         | Найкращий мексиканський дебютний фільм          | «Страсний тиждень»                              | Перемога                                        |                                                 |